# محمد دياب العطار
محمد دياب العطار (17 نوفمبر 1927 - 30 ديسمبر 2016) كان لاعب كرة قدم مصري، وحكم كرة قدم دولي سابق، وقد كان يلقب بالديبه. قاد المنتخب المصري للفوز ببطولة الأمم الأفريقية الأولى سنة 1957. وتم اختياره في عام 2007 ضمن قائمة أعظم 200 لاعب في تاريخ القارة السمراء.

## مسيرته الكروية
و قد كان يلعب مع نادي الاتحاد السكندري، وقد توج هدافا للدوري معهم في موسم 1948/1949 برصيد 15 هدف، وقد شارك مع منتخب مصر لكرة القدم في دورتين أولمبيتين في أعوام 1948 و1952.
و قد كان هداف كأس أمم أفريقيا 1957 برصيد 5 أهداف.

## مسيرته التحكيمية
و قد حكم في كأس الخليج 1972، وأدار مباراة منتخب الكويت لكرة القدم ومنتخب السعودية لكرة القدم في تاريخ 16 مارس 1972، وقد أدار مباراة منتخب السعودية لكرة القدم ومنتخب قطر لكرة القدم في تاريخ 23 مارس 1972. وتوفي يوم 2016/12/30 نتيجة سكتة قلبية مفاجئة

## روابط خارجية
- محمد دياب العطار على موقع عالم كرة القدم.نت (الإنجليزية)
- محمد دياب العطار على موقع أوليمبيديا (الإنجليزية)